# Stange (stacja kolejowa)
Stange – stacja kolejowa w Stange, w regionie Hedmark w Norwegii, jest oddalona od Oslo Sentralstasjon o 114,42 km. Jest położona na wysokości 222,4 m n.p.m.
Trondheim

## Ruch lokalny
Leży na linii Dovrebanen. Stacja obsługuje ruch lokalny do Oslo Sentralstasjon i Lillehammer; pociągi na tej trasie jeżdżą co dwie godziny w obie strony.

## Obsługa pasażerów
Wiata, poczekalnia, kasa biletowa, automat biletowy, parking na 80 miejsc, parking rowerowy, ułatwienia dla niepełnosprawnych, przystanek autobusowy, postój taksówek.